# Storla
Storla è un census-designated place (CDP) degli Stati Uniti d'America della contea di Aurora nello Stato del Dakota del Sud. La popolazione era di 6 abitanti al censimento del 2010.

## Geografia fisica
Storla è situata a 43°31′39″N 98°35′22″W (43.527569, -98.589411).
Secondo lo United States Census Bureau, la città ha una superficie totale di 0,33 km², dei quali 0,33 km² di territorio e 0 km² di acque interne (0% del totale).
A Storla è stato assegnato lo FIPS place code 61940.

## Società

### Evoluzione demografica
Secondo il censimento del 2010, la popolazione era di 6 abitanti.

### Etnie e minoranze straniere
Secondo il censimento del 2010, la composizione etnica della città era formata dal 100% di bianchi, lo 0% di afroamericani, lo 0% di nativi americani, lo 0% di asiatici, lo 0% di oceanici, lo 0% di altre razze, e lo 0% di due o più etnie. Ispanici o latinos di qualunque razza erano lo 0% della popolazione.